# Asparagus mairei
Asparagus mairei — вид рослин із родини холодкових (Asparagaceae).

## Біоморфологічна характеристика
Це дводомна трав'яниста рослина. Стебла прямовисні, до 60 см, дистально поперечно-смугасті; гілки виразно смугасто-ребристі. Листова шпора коротко колюча. Кладодії в пучках по 4–9, 5–12 × ≈ 0.7 мм, злегка сплощені, неправильно-жолобчасті. Суцвіття розвиваються після кладодій. Квіти обох статей зазвичай парні; квітконіжка 9–12 мм, зчленована дистально. Чоловічі квітки: оцвітина дзвоноподібна, ≈ 3 мм; тичинки вільні. Ягода 6–7 мм у діаметрі, 1- чи 2-насінна. Період цвітіння: травень; період плодоношення: серпень.

## Середовище проживання
Поширений у Китаї (Юньнань).